# Aeroporto di Mosca-Žukovskij
L'aeroporto di Mosca-Žukovskij (IATA: ZIA, ICAO: UUBW), precedentemente (e ancora occasionalmente) conosciuto come aeroporto di Ramenskoye (in russo: Раменское) è un aeroporto internazionale, situato nell'Oblast' di Mosca, in Russia, a 36 km a sud-est del centro di Mosca, nella città di Žukovskij, pochi chilometri a sud-est dell'aeroporto di Mosca-Bykovo, ormai chiuso.

## Storia
Il campo d'aviazione assegnato al Gromov Flight Research Institute, istituito nel 1941, è stato uno dei principali centri di collaudo dell'URSS, con la maggior parte dei principali OKB russi che vi avevano installato strutture. L'aeroporto è stato utilizzato come sito di prova per la navicella spaziale sovietica Buran ed è stato utilizzato anche dal Ministero delle Situazioni di Emergenza e dai vettori cargo. Fino al giugno 2006, presso l'aeroporto erano disponibili voli di caccia a reazione per il pubblico e per i clienti internazionali (alcuni jet biposto come: Aero L-39 Albatros, Mikoyan-Gurevich MiG-25 Foxbat, per i voli Edge of Space, Mikoyan MiG-29 Fulcrum).
Il 29 marzo 2011, l'allora primo ministro russo Vladimir Putin propose di trasferire tutti i voli charter e low-cost all'aeroporto Ramenskoye (come si chiamava allora) per alleggerire gli aeroporti moscoviti di Šeremet'evo, Domodedovo e Vnukovo e ridurre il costo dei biglietti. Fu costruito un nuovo terminal e l'apertura dell'aeroporto era prevista per il 16 marzo 2016, ma fu poi rinviata per mancanza di interesse e per problemi di certificazione aeroportuale. Originariamente chiamato con lo stesso nome del campo di aviazione della vicina città di Ramenskoye, l'aeroporto è stato ufficialmente rinominato con il nome della città di Žukovskij, in cui è geograficamente situato, e inaugurato il 30 maggio 2016. Alla cerimonia di apertura ha partecipato il primo ministro russo Dmitry Medvedev.
La Joint Venture "Ramport Aero" che gestisce l'aeroporto è formata dalla lituana Avia Solutions Group (75%) e dalla società statale russa Rostec (25%), che miravano ad espandere l'aeroporto in tre fasi.
Il campo d'aviazione è anche pubblicamente noto come luogo del biennale MAKS Airshow.

## Statistiche
Questo grafico non è disponibile a causa di un problema tecnico.
Si prega di non rimuoverlo.
Vedi la query Wikidata di origine.

## Incidenti
- 15 agosto 2019: il volo Ural Airlines 178, un Airbus A321 appena decollato da Žukovskij diretto a Simferopoli con a bordo 226 passeggeri e 7 membri dell'equipaggio, ha subito un impatto con volatili poco dopo il decollo e ha effettuato un atterraggio d'emergenza in un campo di grano a meno di 6 chilometri dalla pista.[7]